# ISO 10303
ISO 10303 は、ISOによる国際規格であり、コンピュータが解読可能な工業製品データの表現および交換の規格である。正式な表題は Industrial automation systems and integration - Product data representation and exchange であり、STEP（Standard for the Exchange of Product model data）という名称でも知られている。この規格は、特定のシステムに依存しない形で製品に関するあらゆるデータを記述する仕組みを提供することを目的としている。このため、単にファイル交換に利用されるだけでなく、製品データベースの実装の基盤としても利用されている。
STEP は CAD/CAM/CAE/PDM/EDMなどのシステムでのデータ交換に使用される。STEP の製品データとしては、機械設計データ、電子設計データ、分析データ、製造データ、分野（自動車、航空、建築、造船、その他）特有のデータなどがある。
STEP は ISOの技術委員会 TC 184（Technical Industrial automation systems and integration）の分科会 SC4（Industrial data）が策定し、保守している。他の ISO および IEC の標準規格と同様、STEP の著作権は ISO が保持しており、無償配布はされていない。ISO TC184/SC4 が策定・保守している他の標準規格として、以下のものがある。
- ISO 13584 PLIB - Parts Library
- ISO 15531 MANDATE - Industrial manufacturing management data
- ISO 15926 Process Plants including Oil and Gas facilities life-cycle data
- ISO 18629 PSL- Process specification language
- ISO 18876 IIDEAS - Integration of industrial data for exchange, access, and sharing
- ISO 22745 Open Technical Dictionary
- ISO 8000 Catalogue management systems: Requirements

## 構成
STEP は多数のパートから構成される。これらを分類すると次のようになる。
- 環境
  - パート 1x: 記述手法: ISO 10303-11（EXPRESS）、EXPRESS-X
  - パート 2x: 実装手法: ISO 10303-21（STEP-File）、ISO 10303-28（STEP-XML）、ISO 10303-22（SDAI）
  - パート 3x: 適合試験手法とフレームワーク
- 統合データモデル
  - 統合リソース(IR)
    - パート 4x/5x: 統合総称リソース
    - パート 1xx: 統合アプリケーションリソース
    - ISO 13584（PLIB）

  - パート 5xx: Application Integrated Constructs (AIC)
  - パート 1xxx: Application Modules (AM)
- トップパート
  - パート 2xx: Application Protocols (AP)
  - パート 3xx: AP向け Abstract Test Suite (ATS)
  - パート 4xx: AP向け Implementation modules

全体として数百のパートから構成され、毎年新たなパートが追加されたり、従来からのパートが改訂されたりしている。このため、ISOの標準規格の中でも STEP は最大の規模となっている。各パートごとに scope と introduction の章がある。
AP は特定の応用や工業分野に対応しており、STEP のユーザーが最も頻繁に参照する部分である。各 AP には特定の製品やデータ交換シナリオに適した Conformance Class が1つ以上定義されている。適用範囲や必要な情報や利用シナリオをよく理解してもらうため、IDEF0 を使った application activity model (AAM) が各 AP に記述されている。
STEP の基本は EXPRESSモデリング言語を使ったデータモデルの定義である。あるデータモデルでのデータ交換は STEP-File または STEP-XML か SDAI によるデータベース共有で行われる。
各 AP には Application Integrated Model (AIM) と呼ばれるデータ交換のためのトップデータモデルか、モジュール型APの場合には Module Integrated Models (MIM) が定義されている。これらの統合モデルは、より低レベルのデータモデル（4x, 5x, 1xx, 5xx）で定義された汎用オブジェクトで構成され、そのAPの応用分野特有の必要に応じた特化を施している。汎用データモデルは、異なる産業分野やライフサイクル段階の AP 間での相互運用性の基本である。
AP にいくつかの Conformance Class がある場合、トップデータモデルは部分に分けられ、各部分に Conformance Class が対応する。STEP対応アプリケーションには以下のものが要求される。
- プリプロセッサかポストプロセッサ（あるいは両者）の実装
- AIM/MIM データモデルのために STEP-File、STEP-XML、SDAI のいずれかを実装
- AP の1つ以上の Conformance Class をサポート

本来、各 AP には対応する Abstract Test Suite (ATS) が要求され（例えば AP203 には ATS303 が対応）、評価目的、判定基準、テストケース、STEP-File の例が記述されていた。しかし、ATS 策定は労力を要するわりには効果が低いため要求は撤回され、非形式的な評価リポートと推奨プラクティス（ハウツー）の記載で代替されるようになった。今日では推奨プラクティスが STEP 実装の最大の情報源となっている。
Application Reference Models (ARM) は AAM（Application Activity Model）と AIM/MIM の中間に位置する。当初その目的はアプリケーションオブジェクトとその関係についての高レベルな文書化だけであった。初期の AP ではIDEF1Xの図を使って非形式的に文書化していた。ARMのオブジェクトの特性と関係が AIM にマッピングされることで AP の実装が可能となる。AP が高度に複雑化するに従って、ARM の文書化に形式手法が必要とされるようになり、本来 AIM 向けだった EXPRESS が ARM にも使われるようになった。ARM はどんどん詳細化されるようになり、従来 AIM/MIM を使っていた部分も ARM で実装できるまでになった。現在では以下のように、ISO TC184/SC4 以外で標準化された ARMベースのファイル交換標準のある AP もいくつか存在する。
- OMGによる AP214 向けの PLM-Services
- ISO 14649（Data model for computerized numerical controllers）AP238向け
- OASIS（構造化情報標準促進協会）による AP239 向けの PLCS-DEX

各 AP は似たような製品/製品構造/幾何学構造などを必要とするため、オーバーラップする部分が多い。また、APはそれぞれ異なるグループが策定するため、相互運用性の確保が常に問題となる。Application integrated constructs (AIC) は主に幾何学構造の面でこれを解決した。ARMモデル間の調和とAIMへのマッピングに対処するため、STEP modules が導入された。これには、ARM の一部とAIMへのマッピングが含まれており、これをMIMと呼ぶ。モジュール同士を組み合わせて AP やトップデータモデルの Conformance Class が構築される。モジュール型APとしては以下のものがある。
- AP203 - Configuration controlled 3D design , TS および 2nd edition
- AP209 - Composite and metallic structural analysis and related design , 2nd edition が出る予定
- AP210 - Electronic assembly, interconnect and packaging design , 2nd edition
- AP221 - Functional data and their schematic representation for process plant
- AP236 - Furniture product data and project data
- AP239 - Product life cycle support

## 歴史
STEPの歴史は3段階に分けられる。
1. 1984年、IGES、SET、VDA-FS の後継として STEP の開発が開始された。1994年から1995年、ISO は STEP を国際標準としてリリースした。当初のパートは 1, 11, 21, 31, 41, 42, 43, 44, 46, 101, AP201, AP203 であった。AP203（Configuration controlled 3D design）は現在も STEP の重要な一部として多くのCADシステムに採用されている。
2. 次に、航空機、自動車、電気機器、電子機器などの製品設計に関する拡張が行われた。このフェーズは2002年のメジャーリリースで完了し、追加されたパートとして AP202, AP209, AP210, AP212, AP214, AP224, AP225, AP227, AP232 がある。幾何学的な面では、Application Interpreted Constructs（AIC、500シリーズ）の導入で全体としての調和が図られた。
3. これらAP群の問題として、全体として非常に巨大で、それぞれオーバーラップする部分があり、調和がとれていないという問題がある。このため、STEP modular architecture（400シリーズと1000シリーズ）の策定が開始されている。これには、要求仕様分析（AP233）、保守・修理（AP239）、その他（AP221、236）も含まれる。従来のAP（203, 209, 210）も改訂される予定で、現在活動中である。

STEP は PLIB（ISO 13584、IEC 61360）と密接に関係している。